# Amblypodia olinda
Amblypodia olinda är en fjärilsart som beskrevs av Druce 1873. Amblypodia olinda ingår i släktet Amblypodia och familjen juvelvingar. Inga underarter finns listade i Catalogue of Life.